# Teplota v zemědělství
Teplota je pro rostliny životně důležitý abiotický faktor, který přímo ovlivňuje vývoj rostlin od klíčení po vytváření plodů. Změny teploty jsou ve fyziologii rostlin důležité především u procesů jako fotosyntéza, transpirace, respirace a růst. Různé druhy rostlin v rozsahu teplot podporujících jejich růst a vývoj, jsou různě náročné na teplo. Teploty překračující nebo klesající pod teplotní optimum jsou pro rostliny stresující a poškozující. Překročení míry nedostatku nebo nadbytku tepla, kterou jsou fyziologicky rostliny snášet, jsou pro rostliny letální. Poškození a při dlouhodobém působení i úhyn způsobuje rovněž přílišné kolísání teplot.
Zdrojem tepla na planetě Země je sluneční záření. Půda pohlcuje část slunečního záření, které se mění na teplo. Nejvíce a nejrychleji se ohřívají půdy tmavé, suché, bez porostu, v nížinách s jižní expozicí.

## Vegetační doba
Teplo je faktor zásadně ovlivňující vegetační dobu. Vegetační doba je souvislé období, ve kterém světelné, tepelné a vlhkostní podmínky umožňují nepřetržitý růst a vývoj rostlin. Po ukončení vegetační doby nastává vegetační klid. Vegetační doba může být pro různé druhy různě dlouhá a vegetační klid může nastávat v různém ročním období.

### Vegetační doba odrůdy
Vegetační doba odrůdy je zemědělský termín, který udává počet dnů od zasetí po dozrání semen (sklizeň). Odrůdy se podle vegetační doby odrůdy dělí na rané, polorané, polopozdní a pozdní.

## Tepelná vegetační konstanta
Tepelná vegetační konstanta je součet průměrných denních teplot, které rostlina vyžaduje od zasetí po dozrání semen (například pro hrách je 2100 °C).

## Termoperiodicita
Termoperiodicita (nebo také termoperiodismus) je termín vyjadřující citlivost (reakci) rostlin na teplotu v různých fázích růstu a vývoje a také během dne a noci. Reakcí na určitou teplotu může být rašení, klíčení, vývin plodů. Například zeleninové odrůdy rostlin ve dne vyžadují teplotu 15–22 °C a v noci teplotu 6–8 °C. Rostliny při klíčení vyžadují teplotu 16–25 °C (uváděno jako optimum 20–25 °C). Termoperiodismus se v zahradnictví využívá například při tepelné (chladové) indukci kvetení cibulovin, například termínování kvetení tulipánů, narcisů nebo hyacintů.

## Přizpůsobení rostlin vlivu tepla
Rostliny snášející velký rozsah teplot jsou nazývány eurytermní. Rostliny, které jsou vázány na malé teplotní rozmezí, jsou nazývány stenotermní.
Stenotermní rostliny s významně odlišnými teplotními nároky je možno rozdělit na:
- termofyty (syn. xerotermofyty) – rostliny snášející a vyžadující vysoké teploty
- psychrofyty – chladnobytné rostliny
- kryofyty – rostliny rostoucí i na zasněženém povrchu (sněhové pokrývce)

## Teplota půdy
Množství slunečního záření pohlceného půdou závisí na více podmínkách:
- nadmořská výška;
- expozice – tedy orientace místa ke světovým stranám;
- barva (odstín) půdy – tmavá půda se zahřívá více a rychleji. Světlá půda se zahřívá naopak méně a pomaleji;
- vlhkost půdy – voda potřebuje k ohřátí více tepla, proto vlhčí půda se zahřívá pomaleji;
- přítomnost porostu – jakýkoliv porost chrání půdu před přímým slunečným zářením (před přehřátím) a zároveň před vyzařováním tepla (před ochlazením).

Teplota půdy důležitá pro růst a vývoj kořenového systému. Významný vliv má při zakořeňování a vegetativním množení rostlin.

## Teplota vzduchu
Vzduch je ohříván především teplem, které vyzařuje zemský povrch. V normální situaci s nadmořskou výškou teplota vzduchu klesá. Na každých 100 metrů nadmořské výšky teplota klesá o 0,6 °C. Avšak může nastat situace opačná. Pokud s nadmořskou výškou teplota vzduchu stoupá je tento jev nazýván teplotní inverze. Jsou tři typy inverzí.
Inverze jsou významným faktorem pro poškození rostlin, zejména ovocných dřevin během zimy. Zejména mrazové kotliny dlouhodobým působením nízkých teplot ovlivňují míru poškození v sadech. 

### 1. typ inverze
Za jasných, bezvětrných nocí na jaře nebo na podzim se nad povrchem vytvoří studená inverze vzduchu vysoká několik desítek centimetrů. Pokud teplota inverzní vrstvy klesne po 0 °C, tak nastane přízemní mrazík.

### 2. typ inverze, inverze v mrazových kotlinách
Do mrazové kotliny vtéká studený vzduch. Studená inverzní vrstva vzduchu dosahuje několika metrů. Přestože jsou svahy mrazové kotliny díky své jižní expozici vhodné k pěstování teplomilných druhů, mohou je jarní mrazy poškodit, takže se zde teplomilné druhy pěstovat nedají. 

### 3. typ inverze v zimě
V nižších nadmořských výškách se vytváří studená inverzní vrstva vzduchu (ta je vlhká, zatímco na horách je slunečno a teplo). Inverzní vrstva dosahuje několik stovek metrů.

## Poškození rostlin nedostatkem nebo nadbytkem tepla
Poškození rostlin teplem je fyziologické poškození rostlin způsobené nadbytkem tepla nebo působením tepla na neotužilou rostlinu. Poškozením rostlin nízkou teplotou, nedostatkem tepelné energie, je nazýváno poškození chladem. Vysokou teplotou mohou být poškozeny všechny druhy rostlin. 
Stav, kdy dojde k vystavení rostlin vysoké teplotě nad kritickou hranici a dochází poškozování tkání teplem, je nazýváno přehřátí. Stav, kdy dochází vlivem vysokých teplot k poškozování rostlin, se nazývá tepelný stres.